# Enfant sur un bélier que Vénus fait promener avec un Sylvain

Enfant sur un bélier que Vénus fait promener avec un Sylvain est un bas-relief du sculpteur français Bernard Lange.

## Description
Il s'agit d'un modelage en terre cuite représentant une scène mythologique, exécuté en 1777 et désormais perdu. L'œuvre a été exposée au Salon de l’Académie royale de Toulouse de 1777. Durant le Salon, Lange reçoit la médaille d’or, premier prix du concours de composition de sculpture. Deux autres œuvres sont présentées en même temps lors de ce Salon ; Il s’agit d’un Sacrifice à Flore et des Arts.
Cette œuvre est une des œuvres de jeunesse que Lange a exécuté avant son départ en Italie. Il semble vraisemblable que cette œuvre comportait quelques restes du style baroque tardif.